# Union soviétique aux Jeux olympiques d'hiver de 1984
L'équipe olympique de l'Union soviétique  a participé  aux Jeux olympiques d'hiver de 1984 à Sarajevo en Yougoslavie. Elle prit part aux Jeux olympiques d'hiver pour la huitième fois de son histoire et son équipe formée de quatre-vingt dix neuf athlètes remporta 25 médailles dont 6 d'Or, 10 d'Argent et 9 de Bronze et se classa 2e au classement des médailles.